# Arosa Sociedad Cultural
 (novembre 2021).
Si vous disposez d'ouvrages ou d'articles de référence ou si vous connaissez des sites web de qualité traitant du thème abordé ici, merci de compléter l'article en donnant les références utiles à sa vérifiabilité et en les liant à la section « Notes et références ».
Maillots
L'Arosa Sociedad Cultural est un club de football espagnol basé à Vilagarcía de Arousa.

## Historique
Le club passe une unique saison en Segunda División (deuxième division), et 7 saisons en Segunda División B (troisième division). 
Lors de son unique saison passée en D2 (saison 1949-1950), le club se classe 16e du championnat (Groupe I), avec un total de 7 victoires, 3 matchs nuls et 20 défaites.
La dernière présence du club en troisième division remonte à la saison 1993-1994.

## Saisons
| Primera División   | 0  |
| Segunda División   | 1  |
| Segunda División B | 7  |
| Tercera División   | 46 |